# Radio Sygnały
Radio Sygnały – najstarsza opolska akademicka rozgłośnia radiowa, działająca przy Uniwersytecie Opolskim od 1957 roku.

## Misja
Podejmowane w audycjach tematy służą mobilizacji i konsolidacji środowiska akademickiego, a w szerszej perspektywie przyczyniają się do budowania społeczeństwa obywatelskiego.
Akademicka rozgłośnia umożliwia studentom dziennikarstwa szkolenie swoich umiejętności radowych. Są oni współodpowiedzialni za tworzenie serwisów informacyjnych.
Co roku z okazji urodzin radia stacja przygotowuje specjalną ofertę dla słuchaczy. Z okazji 60. urodzin w 2017 roku audycja na żywo trwała nieprzerwanie przez 60 godzin, urozmaicona konkursami z nagrodami.

## Ramówka
Sygnały proponują bogaty program na każdy dzień tygodnia, w tym dwa serwisy informacyjne – o godzinie 18.00 dostarczające informacji na temat życia akademickiego i wydarzeń kulturalnych. Sztandarowymi audycjami Radia Sygnały są m.in.: 
- Sygnalista – przegląd nowych zespołów muzycznych,
- Magazyn Studencki – poruszanie tematów akademickich,
- Impresje – różnorodności muzyczne,
- Rap Sygnał – muzyka hip-hop.
- Filmowa Ruletka – muzyka filmowa.
- Sportowe Śniadanie – wywiady sportowe
- NewOne – nowości singlowe.
- Rockoco – muzyka rock.

W bogatej historii radia przewinęło się wiele postaci, które obecnie pełnią ważne funkcje społeczne np. Jarosław Paszkowski, który obecnie jest redaktorem naczelnym Radia Zet.
Radio Sygnały jest radiem nadawanym w internecie.